# Buburan
Buburan is een bestuurslaag in het regentschap Mandailing Natal van de provincie Noord-Sumatra, Indonesië. Buburan telt 1613 inwoners (volkstelling 2010).